# 日本サイクリング協会
公益財団法人日本サイクリング協会（にほんサイクリングきょうかい、英語: Japan Cycling Association）は、日本でのサイクリング活動の普及・発展を促進するために活動する公益法人。元文部科学省及び経済産業省共管。

## 沿革
1954年、サイクリスト有志により任意団体として結成。
1961年、「スポーツ振興法」の制定によりサイクリングは国民の心身の健全化に有効なスポーツとして 国が奨励することが明文化されたのを契機に、1964年5月22日、文部大臣からサイクリングの普及推進を目的とする 公益事業を行う財団法人として認可され設立された。この日は2009年4月20日、記念日「サイクリングの日」と協会に宣言されている。
その後、1975年6月、サイクリングは、自転車等関連機械工業の振興にも寄与するものとして、通商産業省、文部省 との共管の団体となり、現在は経済産業省、文部科学省の共管団体となっている。
2018年現在の会長は元衆議院議員の谷垣禎一。
財団法人であるため、会員の身分は民法の「社員」ではなく、運営費用を拠出する「賛助員」の扱いになる。

## 大会・イベント
経験者向き
- ツール・ド・美ヶ原
- 全日本1２時間耐久サイクリングinつくば
- 全日本マウンテンサイクリングin乗鞍

初心者から経験者まで
- Mt.FUJI エコ・サイクリング
- 東京シティサイクリング

初心者向け
- ファミリーふれあいサイクリング
- 神宮外苑サイクリングコース

## 関連団体
- JKA
- 自転車協会